# Сургутский кремль
Сургутский кремль — историческая крепость, давшая начало Сургуту — первому постоянному русскому городу на Оби.

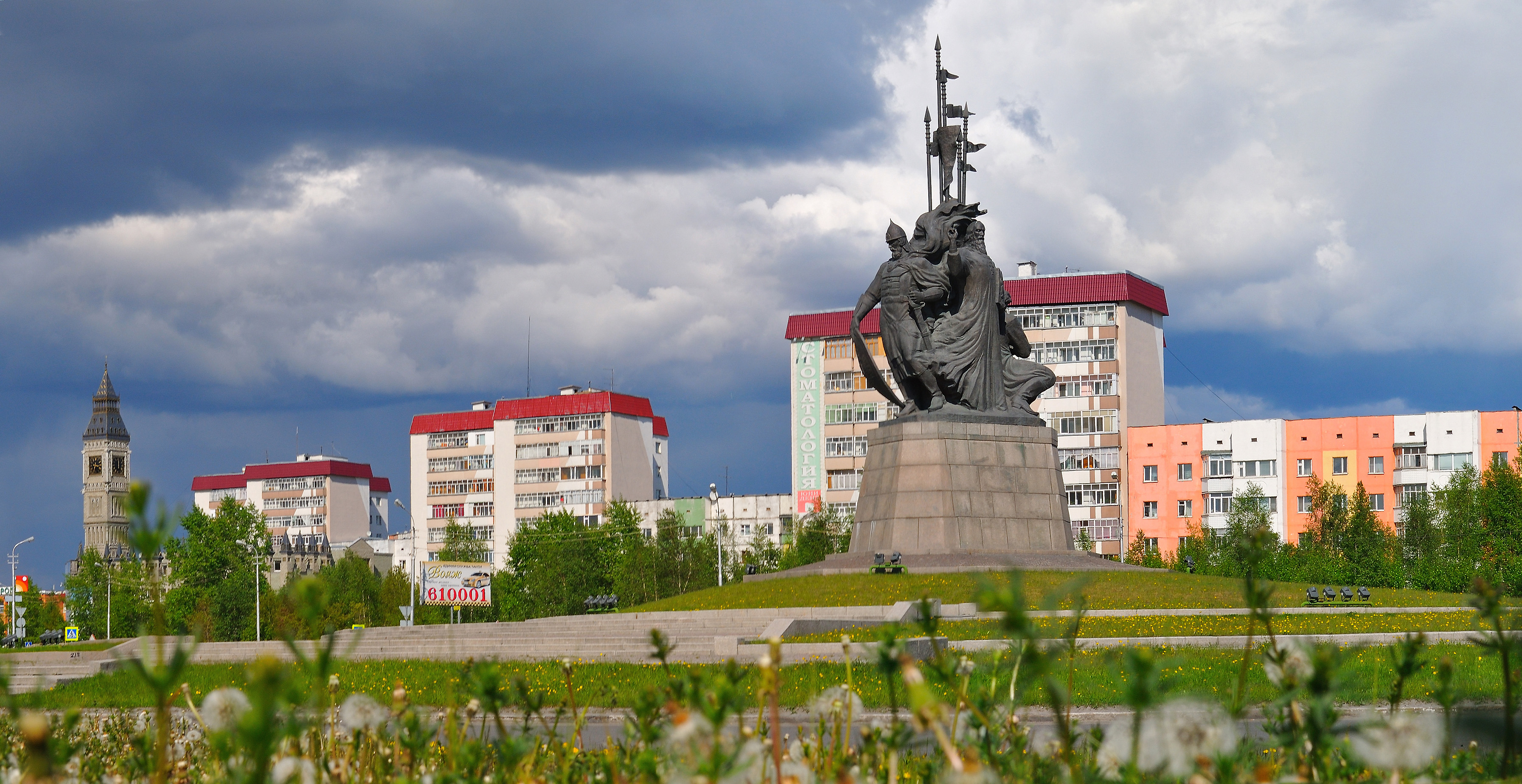
Памятник основателям Сургута

Сургутский кремль был заложен в 1594 году по указу царя Фёдора Ивановича, приславшего сюда воеводу Фёдора Барятинского и письменного голову Владимира Аничкова. Они выбрали удобное место в устье реки Саймы, где прежде стоял городок остяцкого князя Бардака. После строительства, продлившегося семь месяцев, был готов небольшой рубленый город с длиной стен 290 м и высотой стен 4—5 м. Внутри кремля прямоугольной формы, имевшего четыре башни (две проезжие и две глухие), находились воеводский двор, приказная изба, Троицкая церковь, тюрьма, амбары для соли, пороха, провианта и ясака. Уже к 1596 году к кремлю с юго-восточной стороны был пристроен острог с одной башней. К 1601 году к кремлёвским постройкам добавились таможенная изба и гостиный двор.
В 1655 году обветшавшие укрепления при воеводе Фёдоре Зыкове были заменены на новый двойной острог (два ряда острожных стен вместо рубленой). Изображённая Семёном Ремезовым в 1701 году шестиугольная форма сургутских укреплений является неверной.
В 1712 году Сургут пережил крупный пожар, в котором была уничтожена значительная часть укреплений. В 1718 году город был отстроен также в виде острога, в форме четырёхугольника с четырьмя башнями (одна проезжая с северной стороны и три глухие). В таком виде крепость простояла до конца XVIII века, когда была снесена за ветхостью.
В 2024 году в ходе празднования 430-летия основания Сургута был открыт памятный знак «Сургутский кремль».